# Urbain Le Verrier

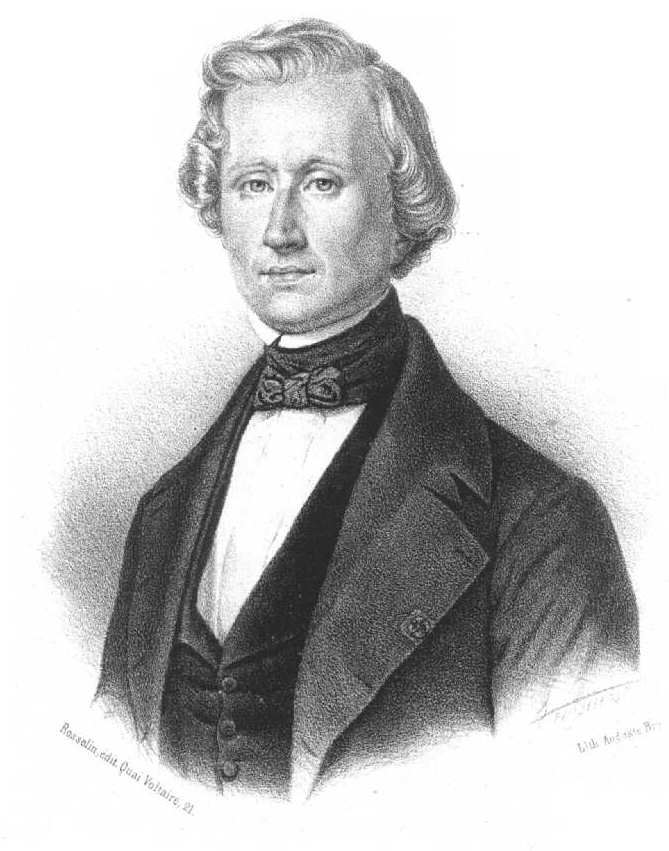
Urbain Le Verrier

Urbain Jean Joseph Le Verrier oder auch Urbain Leverrier (* 11. März 1811 in Saint-Lô, Frankreich; † 23. September 1877 in Paris) war ein französischer Mathematiker und Astronom. Er arbeitete einen Großteil seines Lebens am Observatoire de Paris, dessen Direktor er war, und war neben John Couch Adams durch ihre theoretische Vorhersage aus Bahnstörungen der Entdecker des Planeten Neptun, was durch die Beobachtung von Johann Gottfried Galle bestätigt wurde. Die Entdeckung wurde im 19. Jahrhundert als eine große wissenschaftliche Errungenschaft gefeiert und als Triumph der in Frankreich seit Pierre Simon de Laplace beherrschenden Himmelsmechanik. Die Entdeckung des Neptun wurde auch als nationaler Wettstreit in den Wissenschaften zwischen England und Frankreich gesehen.

## Leben und Werk
Le Verrier besuchte zunächst die polytechnische Schule in Caen. Später war er Schüler am College Louis le Grand in Paris. Bei der ersten Teilnahme an den harten Eingangsprüfungen für die Eliteuniversität Ecole Polytechnique bestand er nicht, und sein Vater verkaufte sein Haus in Saint-Lo, um die Vorbereitung seines Sohnes auf die nächsten Prüfungen am Mayer-Institut in Paris zu finanzieren, wo er Schüler des Mathematikers Choquet war. Bei den Prüfungen 1831 wurde er dann Zweiter und konnte sein Studium an der Ecole Polytechnique beginnen. Nach seinem Abschluss 1833 (eingestuft als Achter seines Jahrgangs) wandte er sich der Industriellen Chemie zu und war ein Schüler von Louis Joseph Gay-Lussac in Orsay. Er interessierte sich für die Tabakindustrie und befasste sich mit Phosphorchemie (wichtig bei Streichhölzern). 1837 heiratete er die Tochter seines früheren Mathematik-Lehrers Choquet, mit der er drei Kinder hatte. Er forschte weiter unter Gay-Lussac und gab nebenbei privat Mathematikunterricht und war Lehrer am Collège Stanislas.
1836 bewarb er sich als Repetitor an der Ecole Polytechnique sowohl in Chemie (bei Gay-Lussac, den Posten bekam aber Victor Regnault) als auch in Astronomie (bei Felix Savary) und wurde Repetitor in Astronomie (bald darauf wurden auch Eugène Catalan und Charles Delaunay Repetitoren-Kollegen von Le Verrier bei Savary). Er vertrat Savary, als dieser 1840 erkrankte, dessen Nachfolger wurde aber Michel Chasles. Seine erste Veröffentlichung in Astronomie war über säkulare Störungen der Planetenbahnen (1839). Weitere Arbeiten folgten, in denen er mehrere Kometenbeobachtungen denselben Kometen zuordnen konnte. Indem er die Störung ihrer Bahnen durch den Jupiter berücksichtigte, konnte er zeigen, dass es sich nicht um Bahnen von verschiedenen Kometen handelt.
1846 wurde er in die Académie des Sciences gewählt.
Sein größter Erfolg war – von François Arago gefördert – die Berechnung der vermutlichen Bahn des Planeten Neptun, die er aus festgestellten Bahnstörungen im Umlauf des Uranus ermittelt hatte. Die erste Veröffentlichung dazu erfolgte 1845, und 1846 wies er nach, dass die Störungen nicht von den bekannten Planeten kommen konnten, und er sagte im August die Position des neuen Planeten vorher. Zeitgleich hatte auch der damalige englische Student John Couch Adams versucht, die Position des hinter Uranus vermuteten Planeten zu ermitteln. Seine Berechnungen waren jedoch wesentlich ungenauer als die von Le Verrier. Am 31. August 1846 legte Le Verrier seine Untersuchungen der Pariser Akademie vor. Da sich trotzdem kein französischer Astronom zur Suche nach dem neuen Planeten bereitfand, schrieb Le Verrier am 18. September 1846 an den deutschen Astronomen Johann Gottfried Galle, weil dieser ein Jahr zuvor Le Verrier ein Exemplar seiner eindrucksvollen Doktorarbeit zugeschickt hatte. Am 23. September 1846 traf der Brief in Berlin ein, und noch an demselben Abend machte sich Galle mit dem 22-Zentimeter-Fraunhofer-Refraktor der Berliner Sternwarte auf die Suche. Nach nur einer halben Stunde fand er den neuen Planeten, in einer Entfernung von nur einem Bogengrad von der von Le Verrier vorhergesagten Position. Auch der Winkeldurchmesser des neuen Planeten und seine Bewegung am Himmel entsprachen fast exakt Le Verriers Vorhersagen.
1854 wurde er als Nachfolger von François Arago Direktor des Pariser Observatoriums, wo er eine strenge Aufsicht führte, die ihn unbeliebt machte. Le Verrier war unzufrieden damit, dass man sich zuvor für die Entdeckung des Neptun an Berlin wenden musste, und sah es als seine Aufgabe, die Arbeit am Pariser Observatorium gründlich zu erneuern. Viele Mitarbeiter gingen und 1870 wurde Le Verrier aufgrund der entstandenen Konflikte durch Charles Delaunay als Direktor abgelöst. Als Delaunay 1872 bei einem Unfall starb, wurde er wieder als Direktor eingesetzt, aber seine Verwaltung des Observatoriums künftig streng beaufsichtigt. Le Verrier selbst litt ab 1873 an einer Lebererkrankung.
Ab 1855 versuchte Le Verrier mit der gleichen Methode wie bei der Entdeckung des Neptun, Bahnstörungen des Merkur (Periheldrehung) zu erklären, postulierte die Existenz eines Planeten innerhalb der Merkurbahn und nannte diesen Vulkan. Astronomen in aller Welt versuchten, diesen Planeten zu finden, jedoch ohne Erfolg. 1915 zeigte Albert Einstein mit der Allgemeinen Relativitätstheorie, dass sich die Bahnstörungen allein durch das Schwerkraftfeld der Sonne erklären lassen.

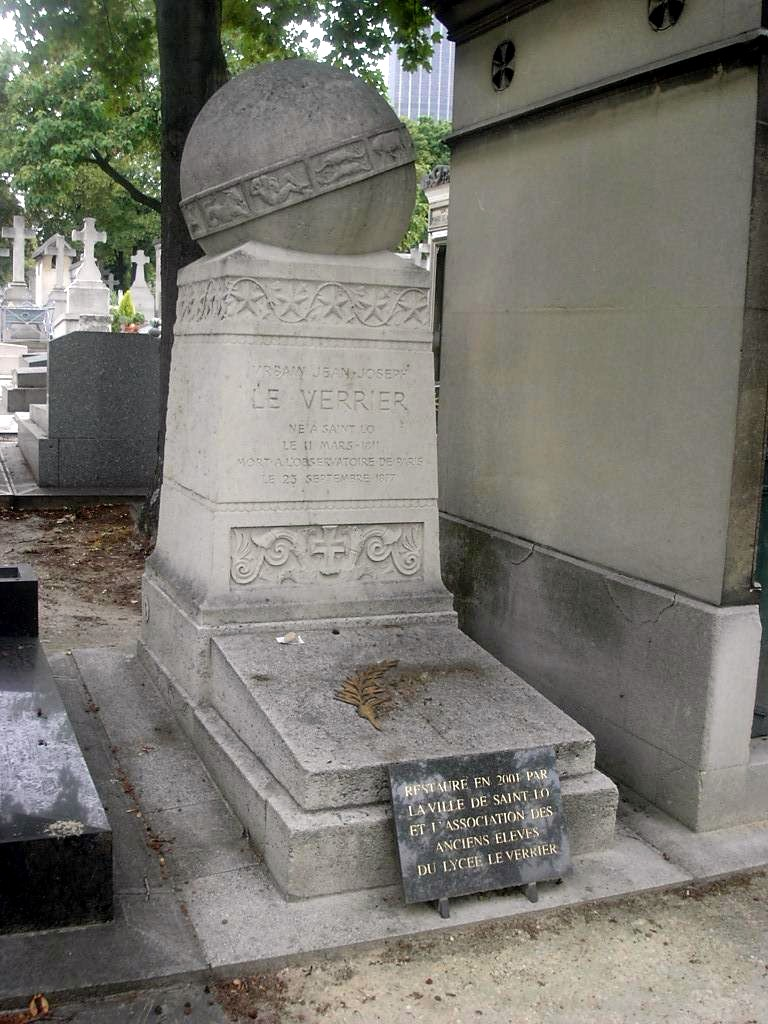
Le Verriers Grab auf dem Cimetière Montparnasse in Paris

Le Verrier war auch für mehrere Planetentafeln bekannt, die bis ins 20. Jahrhundert Grundlage zur Berechnung der Ephemeriden der Planeten waren. Ebenfalls bedeutsam waren seine Bahnbestimmungen mehrerer Kometen.
Der Naturwissenschaftler ging ferner als Erfinder der Wetterkarte in die Geschichte ein. Er baute, erstmals für den 19. Februar 1855, 10 Uhr, auf telegrafisch mitgeteilten Daten eine Wettervorhersage für Frankreich auf, die er der Pariser Akademie der Wissenschaften vortrug. In der Folge entstand der meteorologische Dienst in Frankreich.

## Ehrungen und Mitgliedschaften
Im Januar 1846 wurde Le Verrier Mitglied der Académie des sciences. Im Dezember 1846 wurde er als korrespondierendes Mitglied in die Preußische Akademie der Wissenschaften aufgenommen. Im selben Jahr wurde er zum auswärtigen Mitglied der Göttinger Akademie der Wissenschaften gewählt. 1847 wurde er in die American Academy of Arts and Sciences, die Royal Society und die Royal Society of Edinburgh sowie 1848 zum korrespondierenden Mitglied der Russischen Akademie der Wissenschaften in Sankt Petersburg gewählt. Seit 1854 war er auswärtiges Mitglied der Bayerischen Akademie der Wissenschaften und seit 1868 auswärtiges Mitglied der Königlich Dänischen Akademie der Wissenschaften. Im Jahr 1863 wurde er zum Mitglied der Leopoldina und im Dezember 1874 zum assoziierten Mitglied der Académie royale des Sciences, des Lettres et des Beaux-Arts de Belgique gewählt. 1868 (für seine Planetentafeln) und 1876 wurde er mit der Goldmedaille der Royal Astronomical Society ausgezeichnet.
Le Verrier ist namentlich auf dem Eiffelturm verewigt, siehe: Die 72 Namen auf dem Eiffelturm. Der Mondkrater Le Verrier, der Asteroid (1997) Leverrier und einer der Neptun-Ringe sind nach ihm benannt.